# 61

## Події

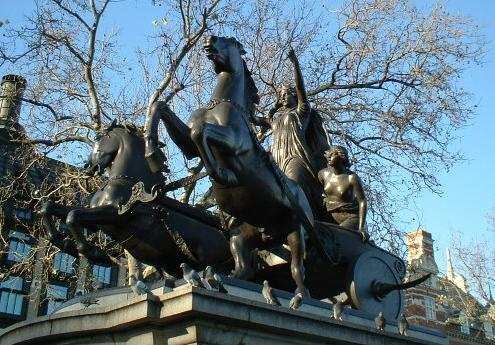
Статуя Боудікки у Вестмінстері (1905)

Римсько-парфянська війна (54—64) Військові дії 61-63 рр

- Префект Риму Педаній Секунд вбитий своїм рабом.
- Гай Светоній Паулін подавив антиримське повстання під проводом королеви інценів Боудіки в Британії.
- Луцій Цезеній Пет став консулом разом з Цезенієм Петронієм Турпіліаном
- Гай Светоній Паулін проводить карну операцію на острові Англсі, що супроводжувалася знищенням святих міст друїдів.
- Прокуратором Британії став Кай Юлій Классіціан. Пауліна у Британії замінив легат Петроній Турпіліан.
- Намісником Тарраконської Іспанії назначений Гальба. Вітеллій назначений проконсулом у Африці. Намісником Африки назначений Веспасіан.
- Бл. 61 — Суд над апостолом Павлом за участі Ірода Агріппи II, та прокуратора Юдеї Порція Феста (пом. ок.62). Павло відправлений до Риму.
- Повстання Боудіки у Римській Британії
- Римсько-парфянська війна (54—64)

## Померли
- Боудіка — королева інсенів
- Святий Варнава — апостол Ісуса Христа від 70-ти, єврей з коліна Левія, сподвижник Святого Павла, згадується в Новому Заповіті.